# Алберта Бријанти
Алберта Бријанти (итал. Alberta Brianti, Сан Секондо Пармензе, 5. април 1980) је професионална италијанска тенисерка, од 1999. године.

## Каријера
Почела је да игра тенис са 6 година у локалном клубу. Тренери су јој бивши играчи Лаура Голарса и Матео Чекети. Воли да игра на теренима са тврдом подлогом. Говори италијански, енглески, француски.
До краја 2010. освојила је само једну ВТА титулу у игри парова. На ИТФ турнирима има 9 победа у појединачној конкуренцији и 11 титула у игри парова. Кроз квалификације се пласирала за главни жреб на сва четири гренд слем турнира. Најбоље је била пласирана на ВТА ранг листи на 67 месту у септембру 2009.
Сезону 2009. почела је са 173 места, али је успела да уђе међу првих 100 на свету, добрим играма целе сезоне. У јануару се кроз квалифуикације пласирала за главнои турнир на Отвореног првенства Аустралије, де је стигла до 2. кола. Пласирала се у полуфинале турнира у Порторожу где је изгубила од прве играчице света у том тренутку Динаре Сафине. У септембру, је стигла до првог финала у каријери на неком ВТА турниру. То је био у Гуангџоу, (Кина) када је у финалу изгубила од Израелке Шахар Пер 6:3, 6:4.
У 2010. била је у главном жребу на сва четири гренд слем турнира. Најдаље је отишла у Аустралији где је испала у трећем колу. Најуспешнији јој је био турнир у Палерму где је у пару са својом земљакињом Саром Ерана освојила прву ВТА титулу у каријери.

### Пласман на ВТА листи на крају сезоне
| Година  | 1996 | 1997 | 1998 | 1999 | 2000 | 2001 | 2002 | 2003 | 2004 | 2005 | 2006 | 2007 | 2008 | 2009 | 2010 |
| Пласман | 982  | 801  | 649  | 814  | 368  | 283  | 386  | 300  | 331  | 295  | 106  | 144  | 173  | 74   | 91   |

## Резултати Алберте Бријанти
| Легенда: пре 2009            | Легенда: од 2009      |
| ---------------------------- | --------------------- |
| Гренд слем турнири (0)       |                       |
| Завршна првенства сезоне (0) |                       |
| категорија (0)               | Обавезни Премијер (1) |
| категорија (0)               | Премијер 5 (0)        |
| категорија (0)               | Премијер (0)          |
| и категорија (0)             | Међународни (0)       |

| Титуле по подлози |
| Тврда (3)         |
| Трава (0)         |
| Шљака (0)         |
| Тепих (0)         |

### Победе појединачно
Ниједан турнир

### Порази у финалу појединачно (1)
|   | Датум    | име и место турнира                            | Кат.        | ($)     | Терен        | Победница | Резултат |
| - | -------- | ---------------------------------------------- | ----------- | ------- | ------------ | --------- | -------- |
| 1 | 14/09/09 | Guangzhou International Women's Open, Гуангџоу | Међународни | 220.000 | Трвда (отв.) | Шахар Пер | 6:3, 6:4 |

### Победе у пару (1)
| Бр. | Датум    | Турнир                     | Катего- рија | Наградни фонд $ | Подлога      | Партнерка  | Противници                | Резултат |
| --- | -------- | -------------------------- | ------------ | --------------- | ------------ | ---------- | ------------------------- | -------- |
| 1   | 12/07/10 | Турнир у Палеерму, Палермо | Међународни  | 220.000         | земља (отв.) | Сара Ерани | Џил Крејбас Јулија Гергес | 6:4, 6:1 |

### Порази у финалу парови (1)
| Бр. | Датум    | Турнир                | Катего- рија | Наградни фонд $ | Подлога      | Противници               | Партнерка        | Резултат |
| --- | -------- | --------------------- | ------------ | --------------- | ------------ | ------------------------ | ---------------- | -------- |
| 1   | 17/09/07 | Sunfeast Open Калкута | III          | 175000          | Тврда (зат.) | Вања Кинг Аља Кудрајцева | Марија Коритцова | 6:1, 6:4 |

### Учешће наГренд слемтурнирима

#### Појединачно
| Година | Аустралијан Опен | Аустралијан Опен | Ролан Гарос | Ролан Гарос     | Вимблдон | Вимблдон          | Ју-Ес Опен | Ју-Ес Опен       |
| ------ | ---------------- | ---------------- | ----------- | --------------- | -------- | ----------------- | ---------- | ---------------- |
| 2006   | -                | -                | 1 коло      | Араван Резај    | -        | -                 | -          | -                |
| 2007   | 1 коло           | Луција Шафаржова | 1 коло      | Сања Мирза      | 1 коло   | Акико Моригами    | 1 коло     | Михаела Крајчек  |
| 2009   | 2 коло           | Ана Ивановић     | -           | -               | 1 коло   | Татјана Гарбин    | 1 коло     | Стефани Вегел    |
| 2010   | 3 коло           | Саманта Стосур   | 1 коло      | Вера Звонарјова | 2 коло   | Агњешка Радвањска | 1 коло     | Полин Пармантјер |

### У игри парова
| Година | Аустралијан Опен    | Аустралијан Опен         | Ролан Гарос        | Ролан Гарос               | Вимблдон           | Вимблдон             | Ју-Ес Опен          | Ју-Ес Опен              |
| ------ | ------------------- | ------------------------ | ------------------ | ------------------------- | ------------------ | -------------------- | ------------------- | ----------------------- |
| 2007   | -                   | -                        | 1 коло Карин Кнап  | Алиша Молик М. Сантанђело | -                  | -                    | -                   | -                       |
| 2010   | 1 коло У. Радвањска | А. Клебанова Ф. Скјавоне | 2 коло А. Дулгхеру | Жизела Дулко Ф. Пенета    | 1 коло А. Дулгхеру | Вања Кинг Ј. Шведова | 1 коло А. Радвањска | Клара Блек А. Родионова |